# Tomosvaryella argentifrons
Tomosvaryella argentifrons är en tvåvingeart som beskrevs av Kuznetzov 1994. Tomosvaryella argentifrons ingår i släktet Tomosvaryella och familjen ögonflugor.
Artens utbredningsområde är Uzbekistan. Inga underarter finns listade i Catalogue of Life.